# Primetime Emmy Award de la meilleure actrice dans une série télévisée dramatique
Pour les articles homonymes, voir Emmy de la meilleure actrice.

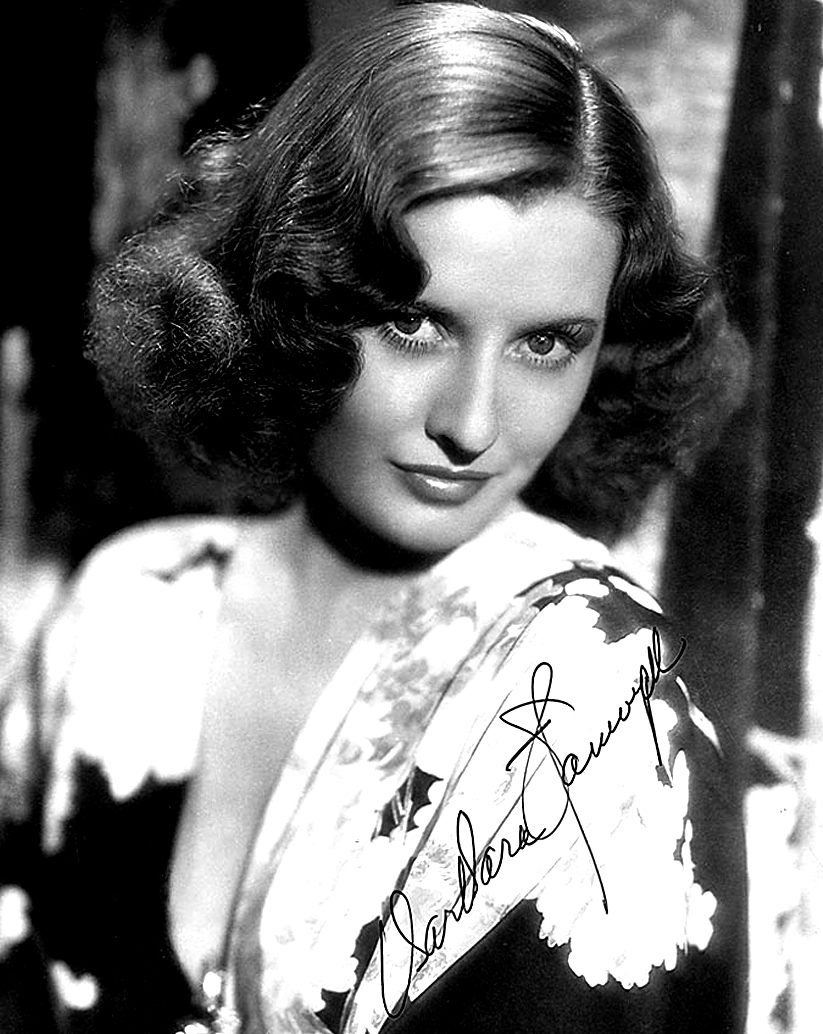
Barbara Stanwyck, récompensée du Primetime Emmy Award de la meilleure actrice dans une série dramatique en 1961 et 1966

Le Primetime Emmy Award de la meilleure actrice dans une série dramatique (Primetime Emmy Award for Outstanding Lead Actress in a Drama Series) est une récompense de télévision remise depuis 1952 au cours de la cérémonie annuelle des Primetime Emmy Awards.

## Palmarès
Note : L'année indiquée est celle de la cérémonie. Les lauréates sont indiquées en tête de chaque catégorie et en caractères gras.

### Années 1950
- 1952 : Helen Hayes
- 1953 : aucune récompense
- 1954 : Loretta Young pour son rôle dans The Loretta Young Show
- 1955 : aucune récompense
- 1956 : Loretta Young pour son rôle dans The Loretta Young Show
- 1957 : aucune récompense
- 1958 : aucune récompense
- 1959 : Loretta Young pour son rôle dans The Loretta Young Show

### Années 1960
- 1960 : aucune récompense
- 1961 : Barbara Stanwyck pour le rôle de Josephine Little dans The Barbara Stanwyck Show (en)
- 1962 : aucune récompense
- 1963 : aucune récompense
- 1964 : aucune récompense
- 1965 : aucune récompense
- 1966 : Barbara Stanwyck pour le rôle de Victoria Barkley dans La Grande Vallée (The Big Valley)
- 1967 : Barbara Bain pour le rôle de Cinnamon Carter dans Mission impossible (Mission: Impossible)
- 1968 : Barbara Bain pour le rôle de Cinnamon Carter dans Mission impossible (Mission: Impossible)
- 1969 : Barbara Bain pour le rôle de Cinnamon Carter dans Mission impossible (Mission: Impossible)

### Années 1970
- 1970 :  Susan Hampshire pour le rôle de Fleur dans La Dynastie des Forsyte (The Forsyte Saga)
- 1971 : Susan Hampshire pour le rôle de Sarah Curchill dans The First Churchills
- 1972 : Glenda Jackson pour le rôle de la reine Élisabeth Ire dans Elizabeth R
- 1973 : Michael Learned pour le rôle d'Olivia Walton dans La Famille des collines (The Waltons)
- 1974 : Michael Learned pour le rôle d'Olivia Walton dans La Famille des collines (The Waltons)
- 1975 : Jean Marsh pour le rôle de Rose dans Maîtres et Valets (Upstairs, Downstairs)
- 1976 : Michael Learned pour le rôle d'Olivia Walton dans La Famille des collines (The Waltons)
- 1977 : Lindsay Wagner pour le rôle de Jamie Sommers dans Super Jaimie (The Bionic Woman)
- 1978 : Sada Thompson pour le rôle de Kate Lawrence dans Family
- 1979 : Mariette Hartley pour le rôle du Dr Carolyn Fields dans L'Incroyable Hulk (The Incredible Hulk)

### Années 1980
- 1980 : Barbara Bel Geddes pour le rôle d'Eleanor Ewing dans Dallas
- 1981 : Barbara Babcock pour le rôle de Grace Gardner dans Capitaine Furillo (Hill Street Blues)
- 1982 : Michael Learned pour le rôle de Mary Benjamin dans Nurse
- 1983 : Tyne Daly pour le rôle de Mary Beth Lacey dans Cagney et Lacey (Cagney and Lacey)
- 1984 : Tyne Daly pour le rôle de Mary Beth Lacey dans Cagney et Lacey (Cagney and Lacey)
- 1985 : Tyne Daly pour le rôle de Mary Beth Lacey dans Cagney et Lacey (Cagney and Lacey)
- 1986 : Sharon Gless pour le rôle de Christine Cagney dans Cagney et Lacey (Cagney and Lacey)
- 1987 : Sharon Gless pour le rôle de Christine Cagney dans Cagney et Lacey (Cagney and Lacey)
- 1988 : Tyne Daly pour le rôle de Mary Beth Lacey dans Cagney et Lacey (Cagney and Lacey)
- 1989 : Dana Delany pour le rôle de Colleen McMurphy dans l'épisode The World-Part 2 de China Beach

### Années 1990
- 1990 : Patricia Wettig pour le rôle de Nancy Weston dans Génération Pub (Thirtysomething)
- 1991 : Patricia Wettig pour le rôle de Nancy Weston dans Génération Pub (Thirtysomething)
- 1992 : Dana Delany pour le rôle de Colleen McMurphy dans China Beach
- 1993 : Kathy Baker pour le rôle de Jill Brock dans Un drôle de shérif (Picket Fences)
- 1994 : Sela Ward pour le rôle de Teddy Reed dans Les Sœurs Reed (Sisters)
- 1995 : Kathy Baker pour le rôle de Jill Brock dans Un drôle de shérif (Picket Fences)
- 1996 : Kathy Baker pour le rôle de Jill Brock dans Un drôle de shérif (Picket Fences)
- 1997 : Gillian Anderson pour le rôle de Dana Scully dans X-Files : Aux frontières du réel (The X-Files)
- 1998 : Christine Lahti pour le rôle du Dr Kate Austin dans Chicago Hope : La Vie à tout prix (Chicago Hope)
- 1999 : Edie Falco pour le rôle de Carmela Soprano dans Les Soprano (The Sopranos)

### Années 2000
- 2000 : Sela Ward pour le rôle de Lily Brooks dans Deuxième Chance (Once  and Again)
  - Lorraine Bracco pour le rôle du Dr Jennifer Melfi dans Les Soprano (The Sopranos)
  - Amy Brenneman pour le rôle d'Amy Gray dans Amy (Judging  Amy)
  - Edie Falco pour le rôle de Carmela Soprano dans Les Soprano (The Sopranos)
  - Julianna Margulies pour le rôle du  Carol Hathaway dans Urgences (ER)

- 2001 : Edie Falco pour le rôle de Carmela Soprano dans Les Soprano (The Sopranos)
  - Lorraine Bracco pour le rôle du Dr Jennifer Melfi dans Les Soprano (The Sopranos)
  - Amy Brenneman pour le rôle d'Amy Gray dans Amy (Judging Amy)
  - Marg Helgenberger pour le rôle de Catherine Willows dans Les Experts (CSI: Crime Scene Investigation)
  - Sela Ward pour le rôle de Lily Brooks dans Deuxième Chance (Once and Again)

- 2002 : Allison Janney pour le rôle de C.J. Cregg dans À la Maison-Blanche (The West Wing)
  - Amy Brenneman pour le rôle d'Amy Gray dans Amy (Judging Amy)
  - Frances Conroy pour le rôle de Ruth Fisher dans Six Feet Under (Six Feet Under)
  - Jennifer Garner pour le rôle de Sydney Bristow dans Alias
  - Rachel Griffiths pour le rôle de Brenda Chenowith dans Six Feet Under (Six Feet Under)

- 2003 : Edie Falco pour le rôle de Carmela Soprano dans Les Soprano (The Sopranos)
  - Frances Conroy pour le rôle de Ruth Fisher dans Six Feet Under (Six Feet Under)
  - Jennifer Garner pour le rôle de Sydney Bristow dans Alias
  - Marg Helgenberger pour le rôle de Catherine Willows dans Les Experts (CSI: Crime Scene Investigation)
  - Allison Janney pour le rôle de C.J. Cregg dans À la Maison-Blanche (The West Wing)

- 2004 : Allison Janney pour le rôle de C.J. Cregg dans À la Maison-Blanche (The West Wing)
  - Edie Falco pour le rôle de Carmela Soprano dans Les Soprano (The Sopranos)
  - Jennifer Garner pour le rôle de Sydney Bristow dans Alias
  - Mariska Hargitay pour le rôle d'Olivia Benson dans New York, unité spéciale (Law & Order: Special Victims Unit)
  - Amber Tamblyn pour le rôle de Joan Girardi dans Le Monde de Joan (Joan of Arcadia)

- 2005 : Patricia Arquette pour le rôle d'Allison DuBois dans Médium (Medium)
  - Glenn Close pour le rôle du Capitaine Monica Rawling dans The Shield
  - Frances Conroy pour le rôle de Ruth Fisher dans Six Feet Under (Six Feet Under)
  - Jennifer Garner pour le rôle de Sydney Bristow dans Alias
  - Kyra Sedgwick pour le rôle de Brenda Leigh Johnson dans The Closer : L.A. enquêtes prioritaires (The Closer)

- 2006 : Mariska Hargitay pour le rôle d'Olivia Benson dans New York, unité spéciale (Law & Order: Special Victims Unit)
  - Frances Conroy pour le rôle de Ruth Fisher dans Six Feet Under (Six Feet Under)
  - Geena Davis pour le rôle de Mackenzie Allen dans Commander in Chief
  - Allison Janney pour le rôle de C. J. Cregg dans À la Maison-Blanche (The West Wing)
  - Kyra Sedgwick pour le rôle de Brenda Leigh Johnson dans The Closer : L.A. enquêtes prioritaires (The Closer)

- 2007 : Sally Field pour le rôle de Nora Walker dans Brothers and Sisters
  - Patricia Arquette pour le rôle d'Allison DuBois dans Médium (Medium)
  - Minnie Driver pour le rôle de Dahlia Malloy dans The Riches
  - Edie Falco pour le rôle de Carmela Soprano dans Les Soprano (The Sopranos)
  - Mariska Hargitay pour le rôle d'Olivia Benson dans New York, unité spéciale (Law & Order: Special Victims Unit)
  - Kyra Sedgwick pour le rôle de Brenda Leigh Johnson dans The Closer : L.A. enquêtes prioritaires (The Closer)

- 2008 : Glenn Close pour le rôle de Patty Hewes dans Damages
  - Sally Field pour le rôle de Nora Walker dans Brothers and Sisters
  - Mariska Hargitay pour le rôle d'Olivia Benson dans New York, unité spéciale (Law & Order: Special Victims Unit)
  - Holly Hunter pour le rôle de Grace Hanadarko dans Saving Grace
  - Kyra Sedgwick pour le rôle de Brenda Leigh Johnson dans The Closer : L.A. enquêtes prioritaires (The Closer)

- 2009 : Glenn Close pour le rôle de Patty Hewes dans Damages
  - Sally Field pour le rôle de Nora Walker dans Brothers and Sisters
  - Mariska Hargitay pour le rôle d'Olivia Benson dans New York, unité spéciale (Law & Order: Special Victims Unit)
  - Holly Hunter pour le rôle de Grace Hanadarko dans Saving Grace
  - Elisabeth Moss pour le rôle de Peggy Olson dans Mad Men
  - Kyra Sedgwick pour le rôle de Brenda Leigh Johnson dans The Closer : L.A. enquêtes prioritaires (The Closer)

### Années 2010
- 2010 : Kyra Sedgwick pour le rôle de Brenda Leigh Johnson dans The Closer : L.A. enquêtes prioritaires (The Closer)
  - Connie Britton pour le rôle de Tami Taylor dans Friday Night Lights
  - Glenn Close pour le rôle de Patty Hewes dans Damages
  - Mariska Hargitay pour le rôle d'Olivia Benson dans New York, unité spéciale
  - January Jones pour le rôle de Betty Draper dans Mad Men
  - Julianna Margulies pour le rôle d'Alicia Florrick dans The Good Wife

- 2011 : Julianna Margulies pour le rôle d'Alicia Florrick dans The Good Wife
  - Kathy Bates pour le rôle de Harriet Korn dans La Loi selon Harry (Harry's Law)
  - Connie Britton pour le rôle de Tami Taylor dans Friday Night Lights
  - Mireille Enos pour le rôle de Sarah Linden dans The Killing
  - Mariska Hargitay pour le rôle d'Olivia Benson dans New York, unité spéciale
  - Elisabeth Moss pour le rôle de Peggy Olson dans Mad Men

- 2012 : Claire Danes pour le rôle de Carrie Mathison dans Homeland
  - Kathy Bates pour le rôle de Harriet Korn dans La Loi selon Harry (Harry's Law)
  - Glenn Close pour le rôle de Patty Hewes dans Damages
  - Michelle Dockery pour le rôle de Lady Mary Crawley dans Downton Abbey
  - Julianna Margulies pour le rôle d'Alicia Florrick dans The Good Wife
  - Elisabeth Moss pour le rôle de Peggy Olson dans Mad Men

- 2013 : Claire Danes pour le rôle de Carrie Mathison dans Homeland
  - Connie Britton pour le rôle de Rayna Jaymes dans Nashville
  - Michelle Dockery pour le rôle de Lady Mary Crawley dans Downton Abbey
  - Vera Farmiga pour le rôle de Norma Louise Bates dans Bates Motel
  - Elisabeth Moss pour le rôle de Peggy Olson dans Mad Men
  - Kerry Washington pour le rôle d'Olivia Carolyn Pope dans Scandal
  - Robin Wright pour le rôle de Claire Underwood dans House of Cards

- 2014 : Julianna Margulies pour le rôle d'Alicia Florrick dans The Good Wife
  - Claire Danes pour le rôle de Carrie Mathison dans Homeland
  - Michelle Dockery pour le rôle de Lady Mary Crawley dans Downton Abbey
  - Lizzy Caplan pour le rôle de Virginia Johnson dans Masters of Sex
  - Kerry Washington pour le rôle d'Olivia Carolyn Pope dans Scandal
  - Robin Wright pour le rôle de Claire Underwood dans House of Cards

- 2015 : Viola Davis pour le rôle d'Annalise Keating dans How to Get Away with Murder (Murder)
  - Claire Danes pour le rôle de Carrie Mathison dans Homeland
  - Taraji P. Henson pour le rôle de Cookie Lyon dans Empire
  - Tatiana Maslany pour le rôle de Sarah Manning dans Orphan Black
  - Elisabeth Moss pour le rôle de Peggy Olson dans Mad Men
  - Robin Wright pour le rôle de Claire Underwood dans House of Cards

- 2016 : Tatiana Maslany pour le rôle de plusieurs personnages dans Orphan Black
  - Claire Danes pour le rôle de Carrie Mathison dans Homeland
  - Viola Davis pour le rôle d'Annalise Keating dans How to Get Away with Murder (Murder)
  - Taraji P. Henson pour le rôle de Cookie Lyon dans Empire
  - Keri Russell pour le rôle de Elizabeth Jennings dans The Americans
  - Robin Wright pour le rôle de Claire Underwood dans House of Cards

- 2017 : Elisabeth Moss pour le rôle de June Osborne / Offred dans The Handmaid's Tale : La Servante écarlate (The Handmaid's Tale)
  - Viola Davis pour le rôle d'Annalise Keating dans How to Get Away with Murder (Murder)
  - Claire Foy pour le rôle d'Élisabeth II dans The Crown
  - Keri Russell pour le rôle de Elizabeth Jennings dans The Americans
  - Evan Rachel Wood pour le rôle de Dolores Abernathy dans Westworld
  - Robin Wright pour le rôle de Claire Underwood dans House of Cards

- 2018 : Claire Foy pour le rôle d'Élisabeth II dans The Crown
  - Tatiana Maslany pour le rôle de plusieurs personnages dans Orphan Black
  - Elisabeth Moss pour le rôle de June Osborne / Offred dans The Handmaid's Tale : La Servante écarlate (The Handmaid's Tale)
  - Sandra Oh pour le rôle de Eve Polastri dans Killing Eve
  - Keri Russell pour le rôle de Elizabeth Jennings dans The Americans
  - Evan Rachel Wood pour le rôle de Dolores Abernathy dans Westworld

- 2019 : Jodie Comer pour le rôle d'Oksana Astankova / Villanelle dans Killing Eve
  - Emilia Clarke pour le rôle de Daenerys Targaryen dans Game of Thrones
  - Viola Davis pour le rôle d'Annalise Keating dans Murder
  - Laura Linney pour le rôle de Wendy Byrde dans Ozark
  - Mandy Moore pour le rôle de Rebecca Pearson dans This Is Us
  - Sandra Oh pour le rôle d'Eve Polastri dans Killing Eve
  - Robin Wright pour le rôle de Claire Underwood dans House of Cards

### Années 2020
- 2020 : Zendaya pour le rôle de Rue Bennett dans Euphoria
  - Jennifer Aniston pour le rôle d'Alex Levy dans The Morning Show
  - Olivia Colman pour le rôle de Élisabeth II dans The Crown
  - Jodie Comer pour le rôle d'Oksana Astankova / Villanelle dans Killing Eve
  - Laura Linney pour le rôle de Wendy Byrde dans Ozark
  - Sandra Oh pour le rôle d'Eve Polastri dans Killing Eve

- 2021 : Olivia Colman pour le rôle de la reine Élisabeth II dans The Crown
  - Uzo Aduba pour le rôle de Dr Brooke Taylor dans En analyse
  - Jurnee Smollett pour le rôle de Letitia Lewis dans Lovecraft Country
  - Mj Rodriguez pour le rôle de Blanca Rodriguez dans Pose
  - Emma Corrin pour le rôle de la Princesse Diana dans The Crown
  - Elisabeth Moss pour le rôle de June dans The Handmaid's Tale : La Servante écarlate

- 2022 : Zendaya pour le rôle de Rue Bennett dans Euphoria
  - Jodie Comer pour le rôle de Villanelle dans Killing Eve
  - Laura Linney pour le rôle de Wendy Byrne dans Ozark
  - Melanie Lynskey pour le rôle de Shauna Sadecki dans Yellowjackets
  - Sandra Oh pour le rôle de Eve Polastro dans Killing Eve
  - Reese Witherspoon pour le rôle de Bradley Jackson dans The Morning Show

- 2023 : Sarah Snook pour le rôle de Shiv Roy dans Succession
  - Sharon Horgan pour le rôle d'Eva Garvey dans Bad Sisters
  - Melanie Lynskey pour le rôle de Shauna dans Yellowjackets
  - Elisabeth Moss pour le rôle de June/Offred dans The Handmaid's Tale : La Servante écarlate
  - Bella Ramsey pour le rôle d'Ellie dans The Last of Us
  - Keri Russell pour le rôle de Kate Wyler dans La Diplomate

- 2024 : Anna Sawai pour le rôle de Toda Mariko dans Shōgun
  - Jennifer Aniston pour le rôle de Alex Levy dans The Morning Show
  - Carrie Coon pour le rôle de Bertha Russell dans The Gilded Age
  - Maya Erskine pour le rôle de Jane Smith / Alana dans Mr. et Mrs. Smith
  - Imelda Staunton pour le rôle de la Reine Élisabeth II dans The Crown
  - Reese Witherspoon pour le rôle de Bradley Jackson dans The Morning Show

## Statistiques

### Nominations multiples
12 : Angela Lansbury
9 : Julianna Margulies
8 : Sharon Gless, Mariska Hargitay, Michael Learned
7 : Elisabeth Moss
6 : Tyne Daly, Claire Danes, Edie Falco, Robin Wright, Loretta Young
5 : Glenn Close, Veronica Hamel, Kyra Sedgwick
4 : Debbie Allen, Gillian Anderson, Kathy Baker, Frances Conroy, Dana Delany, Jill Eikenberry, Jennifer Garner, Allison Janney, Christine Lahti, Peggy Lipton, Barbara Stanwyck, Sada Thompson, Keri Russell
3 : Barbara Bain, Barbara Bel Geddes, Lorraine Bracco, Amy Brenneman, Connie Britton, Jan Clayton, Jodie Comer, Viola Davis, Susan Dey, Angie Dickinson, Michelle Dockery, Sally Field, Laura Linney, Tatiana Maslany, Sandra Oh, Sherry Stringfield, Sela Ward
2 : Patricia Arquette, Kathy Bates, Joan Blondell, Roma Downey, Claire Foy, Marg Helgenberger, Taraji P. Henson, Holly Hunter, Kate Jackson, Swoosie Kurtz, Jean Marsh, Stefanie Powers, Diana Rigg, Susan Saint James, Jane Seymour, Regina Taylor, Kerry Washington, Patricia Wettig, Evan Rachel Wood, Jane Wyatt, Jane Wyman

### Récompenses multiples
4 : Michael Learned (dont 2 consécutives), Tyne Daly (dont 3 consécutives)
3 : Loretta Young, Barbara Bain (consécutivement), Edie Falco, Kathy Baker (dont 2 consécutives)
2 : Barbara Stanwyck, Susan Hampshire (consécutivement), Sharon Gless (consécutivement), Dana Delany, Patricia Wettig (consécutivement), Sela Ward (pour 2 rôles différents), Allison Janney, Glenn Close (consécutivement), Julianna Margulies et Claire Danes (consécutivement), Jane Wyatt, Zendaya